# Henry Hopkins Sibley
Henry Hopkins Sibley (25. svibnja 1816. – 23. kolovoza 1886.) bio je brigadni general za vrijeme Američkog građanskog rata, zapovjedajući Konfederalnom vojskom na teritoriju Novog Meksika. Njegov pokušaj da dobije kontrolu nad putem u Kaliforniju bio je uništen u bitci kod prolaza Glorieta. Diplomirao je na West Pointu, i služio je Oružane snage SAD-a od 1838. do 1861. i početka građanskog rata, kada je podnio ostavku da bi se pridružio Južnjačkom cilju.

## Životopis
Henry Hopkins Sibley je rođen 25. svibnja 1816., u Natchitochesu u Louisiani. Sa 17 godina poslan je na vojnu akademiju West Point gdje je diplomirao 1838., i bio stacioniran na teritoriju Novi Meksiko. Sibley je služio u Seminolskom ratu i u ekspediciji protiv Mormona u Utahu, kao i u Američko-meksičkom ratu, gdje je dobio časnički čin i bio odlikovan za hrabrost. Godine 1856., po uzoru na indijanske šatore, patentirao je "Sibleyev šator", u koji se udobno moglo smjestiti 20 vojnika i njihova osobna oprema. 1860. imao je čin bojnika te se borio protiv Navajo Indijanaca u Novom Meksiku.
Kada je 1861. započeo građanski rat, Sibley je dao ostavku iz vojske SAD-a i pridružio se snagama Konfederacije. Predsjednik Konfederacije Jefferson Davis promaknuo ga je u brigadnog generala 17. lipnja 1861., te ga je poslao u Teksas kako bi sastavio brigadu za čišćenje Novog Meksika i Arizone od vojne prisutnosti Unije. To je uključivalo i osvajanje zlatonosnih polja u Koloradu radi osiguranja čvrste valute za Konfederaciju. Drugi cilj mu je bio da se uspostavi zapadna pomorska luka radi opskrbe Konfederacije preko Pacifika, luka koju Unija ne bi mogla lako blokirati. Sibley je vjerovao da bi njegovi vojnici mogli živjeti od škrte zemlje Novog Meksika, te da postrojbe Unije neće moći odoljeti invaziji vojske Konfederacije. U oba slučaja je pogriješio. Također je pogrešno očekivao podršku među stanovništvom španjolskog porijekla, ne znajući da su prijašnje ekspedicije Teksašana u to područje loše postupale s njima. 
Svojim snagama od 2.500 ljudi Sibley je dao ime Vojska Novog Meksika. Iako je Sibley pobijedio snage Unije kod Valverdea i La Gloriete 1862., nije mogao izdržati unionistički protunapad koji je uništio opskrbu njegove vojske. On i njegovih 1.500 preostalih vojnika povukli se se u Fort Bliss u Teksasu, i odande u San Antonio kako bi izbjegli Kalifornijski odjel vojske Unije, pod zapovjedništvom brigadnog generala Jamesa H. Carletona. 
Nakon toga, Sibleyu su dodjeljivani manje važni zadatci, i borio se s kroničnom bolešću i alkoholizmom. Njegovo djelovanje u kampanji na rijeci Teche 1863. je bilo loše. Bio je poslan na vojni sud i kritiziran, ali ne i osuđen, nakon promašaja Unije u napadima na Irish Bend i Fort Bisland u travnju 1863. godine. Četiri godine nakon završetka građanskog rata, postao je general topništva u vojsci egipatskog kediva. Nakon što se vratio u SAD 1874., bavio se predavanjima, ali je umro u siromaštvu u Fredericksburgu u Virginiji, 23. kolovoza 1886. godine.